# 广州地区三级甲等医院列表
广州为中国大陆医疗水平最好的城市之一，全市共有39家三级甲等医院。

其中越秀区14家(包含原东山区6家)，白云区2家，荔湾区5家(包含原芳村区1家)，海珠区5家，天河区5家，番禺区5家，花都区2家，从化区1家。

## 省、市属
| 医院                                             | 院本部 所在地 | 直属院校                             | 创办时间 |
| ------------------------------------------------ | ------------- | ------------------------------------ | -------- |
| 中山大学附属第一医院                             | 越秀区*       | 中山大学中山医学院                   | 1910年   |
| 中山大学附属第二医院(孙逸仙纪念医院)             | 越秀区        | 中山大学中山医学院                   | 1835年   |
| 中山大学附属第三医院                             | 天河区        | 中山大学中山医学院                   | 1971年   |
| 中山大学附属第六医院                             | 天河区        | 中山大学中山医学院                   | 1964年   |
| 中山大学肿瘤防治中心（中山大学附属肿瘤医院）     | 越秀区*       | 中山大学中山医学院                   | 1964年   |
| 中山大学中山眼科中心                             | 越秀区*       | 中山大学中山医学院                   | 1953年   |
| 中山大学附属口腔医院                             | 越秀区        | 中山大学光华口腔医学院               | 1974年   |
| 南方医科大学南方医院(原第一军医大学第一附属医院) | 白云区        | 南方医科大学                         | 1941年   |
| 南方医科大学珠江医院(原第一军医大学第二附属医院) | 海珠区        | 南方医科大学*                        | 1947年   |
| 广东省人民医院（广东省医学科学院）               | 越秀区*       | 厅直属                               | 1946年   |
| 广州中医药大学第一附属医院                       | 白云区        | 广州中医药大学                       | 1964年   |
| 广州中医药大学第二附属医院（广东省中医院）       | 越秀区        | 广州中医药大学                       | 1933年   |
| 广州中医药大学第三附属医院                       | 荔湾区        | 广州中医药大学                       | 1985年   |
| 广东省第二中医院                                 | 越秀區        | 广州中医药大学(非直属)               | 1993年   |
| 暨南大学医学院第一附属医院（广州华侨医院）       | 天河区        | 暨南大学医学院                       | 1981年   |
| 广东省妇幼保健院（广州医学院附属广东省妇儿医院） | 越秀区        | 广州医科大学(非直属)                 | 1944年   |
| 广州医科大学附属第一医院（原广州市工人医院）     | 越秀区        | 广州医科大学                         | 1903年   |
| 广州医科大学附属第二医院                         | 海珠区        | 广州医科大学                         | 1982年   |
| 广州市第一人民医院                               | 越秀区        | 市属、广州医科大学(非直属)           | 1899年   |
| 广州医科大学附属第三医院 (广州市第二人民医院)    | 荔湾区        | 广州医科大学                         | 1899年   |
| 广州医科大学附属肿瘤医院                         | 越秀区        | 广州医科大学                         | 1985年   |
| 广州医科大学附属中医医院（广州市中医院）         | 荔湾区        | 广州医科大学、广州中医药大学(非直属) | 1946年   |
| 广州市妇女儿童医疗中心                           | 天河区        | 广州医科大学(非直属)                 | 1928年   |
| 广州市红十字会医院（暨南大学医学院第四附属医院） | 海珠区        | 市属、暨南大学医学院                 | 1904年   |
| 广州市精神病医院（广州市脑科医院）               | 荔湾区*       | 广州医科大学                         | 1898年   |
| 广东药科大学附属第一医院 (原广州铁路中心医院)    | 越秀区*       | 广东药科大学                         | 1950年   |
| 广东省第二人民医院                               | 海珠区        | 厅直属                               | 1947年   |
| 广州市番禺区中医院                               | 番禺区        | 区属、广州中医药大学(非直属)         | 1958年   |
| 南方医科大学中西医结合医院                       | 海珠区        | 南方医科大学                         | 2006年   |
| 广州市花都区人民医院                             | 花都区        | 区属、南方医科大学                   | 1950年   |
| 南方医科大学第五附属医院                         | 从化区        | 南方医科大学                         | 1950年   |
| 广东三九脑科医院                                 | 白云区        | 无                                   | 1994年   |

## 军区、部队属
| 医院                                 | 院本部 所在地 | 直属院校     | 创办时间 |
| ------------------------------------ | ------------- | ------------ | -------- |
| 南部战区总医院                       | 越秀区        | 军区、部队属 | 1933年   |
| 武警广东总队医院                     | 天河区        | 军区、部队属 | 1965年   |
| 中国人民解放军广州军区一五七中心医院 | 白云区        | 军区、部队属 | 1937年   |
| 中国人民解放军第四二一医院           | 海珠区        | 军区、部队属 | 1901年   |
| 中国人民解放军第四五八医院           | 越秀区*       | 军区、部队属 | 1950年   |